# Прапор Батятичів
Пра́пор Батятичів — офіційний символ села Батятичі Львівської області, затверджений 17 листопада 2017 року сесією Батятицької сільської ради.
Автор — А. Гречило.

## Опис прапора
Квадратне полотнище, яке складається з двох вертикальних смуг, на синій від древка (завширшки в 1/3 сторони прапора) жовтий розширений хрест, над і під ним — по такій же бджолі, на жовтій смузі з вільного краю у центрі скошені навхрест два чорні смолоскипи з червоним полум'ям.

## Зміст
Два смолоскипи з полум'ям уособлюють боротьбу, бойові традиції, хрест є символом духовності, а бджоли означають працьовитість, розвинуте в давнину бортництво та бджолярство. Жовтий колір вказує на щедрість і добробут.